# Emmanuel Collard
Emmanuel Collard (Arpajon, 1971. április 8. –) francia autóversenyző.

## Pályafutása

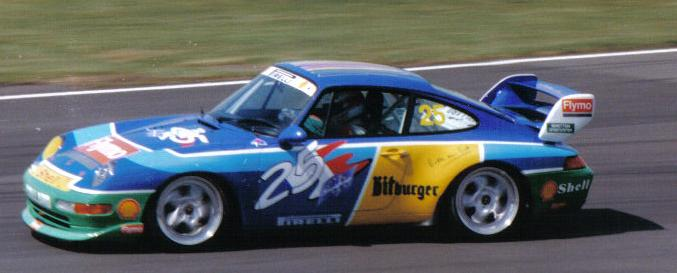
1995-ben a Porsche Supercup egy futamán

Pályafutása során tizenöt alkalommal állt rajthoz a Le Mans-i 24 órás autóversenyen. A 2005-ös futamon összetett másodikként ért célba. 2003-ban a GT-, 2009-ben az LMP2-es kategória győztese volt.
2005-ben, valamint 2006-ban megnyerte a Le Mans Series-t, a szintén francia Jean-Christophe Boullion társaként. 2008-ban pedig győzött a Sebringi 12 órás versenyen.
Emmanuel a 90-es években több Formula–1-es csapatnál szerepelt tesztpilótaként.

## Eredményei

### Le Mans-i 24 órás autóverseny
| Év   | Csapat                 | Autó                   | Csapattárs               | Csapattárs        | Helyezés | Kiesés oka |
| ---- | ---------------------- | ---------------------- | ------------------------ | ----------------- | -------- | ---------- |
| 1995 | Larbre Compétition     | Porsche 911 GT2        | Dominique Dupuy          | Stéphane Ortelli  | Kiesett  | Baleset    |
| 1996 | La Filière Elf         | Courage C36            | Franck Lagorce           | Henri Pescarolo   | 7.       |            |
| 1997 | Porsche AG             | Porsche 911 GT1        | Yannick Dalmas           | Ralf Kelleners    | Kiesett  |            |
| 1998 | Toyota Motorsport GmbH | Toyota GT-One          | Martin Brundle           | Éric Hélary       | Kiesett  | Baleset    |
| 1999 | Toyota Motorsport GmbH | Toyota GT-One          | Martin Brundle           | Vincenzo Sospiri  | Kiesett  |            |
| 2000 | DAMS                   | Cadillac Northstar LMP | Éric Bernard             | Franck Montagny   | 19.      |            |
| 2001 | DAMS                   | Cadillac Northstar LMP | Éric Bernard             | Marc Goossens     | Kiesett  | Baleset    |
| 2002 | DAMS                   | Cadillac Northstar LMP | Éric Bernard             | JJ Lehto          | 12.      |            |
| 2003 | Alex Job Racing        | Porsche 996 GT3 RS     | Lucas Luhr               | Sascha Maassen    | 14.      |            |
| 2004 | Pescarolo Sport        | Pescarolo C60          | Sébastien Bourdais       | Nicolas Minassian | Kiesett  |            |
| 2005 | Pescarolo Sport        | Pescarolo C60          | Jean-Christophe Boullion | Érik Comas        | 2.       |            |
| 2006 | Pescarolo Sport        | Pescarolo C60          | Érik Comas               | Nicolas Minassian | 5.       |            |
| 2007 | Pescarolo Sport        | Pescarolo 01           | Jean-Christophe Boullion | Romain Dumas      | 3.       |            |
| 2008 | Pescarolo Sport        | Pescarolo 01           | Jean-Christophe Boullion | Romain Dumas      | Kiesett  |            |
| 2009 | Team Essex             | Porsche RS Spyder      | Casper Elgaard           | Kristian Poulsen  | 10.      |            |